# Jens Munk

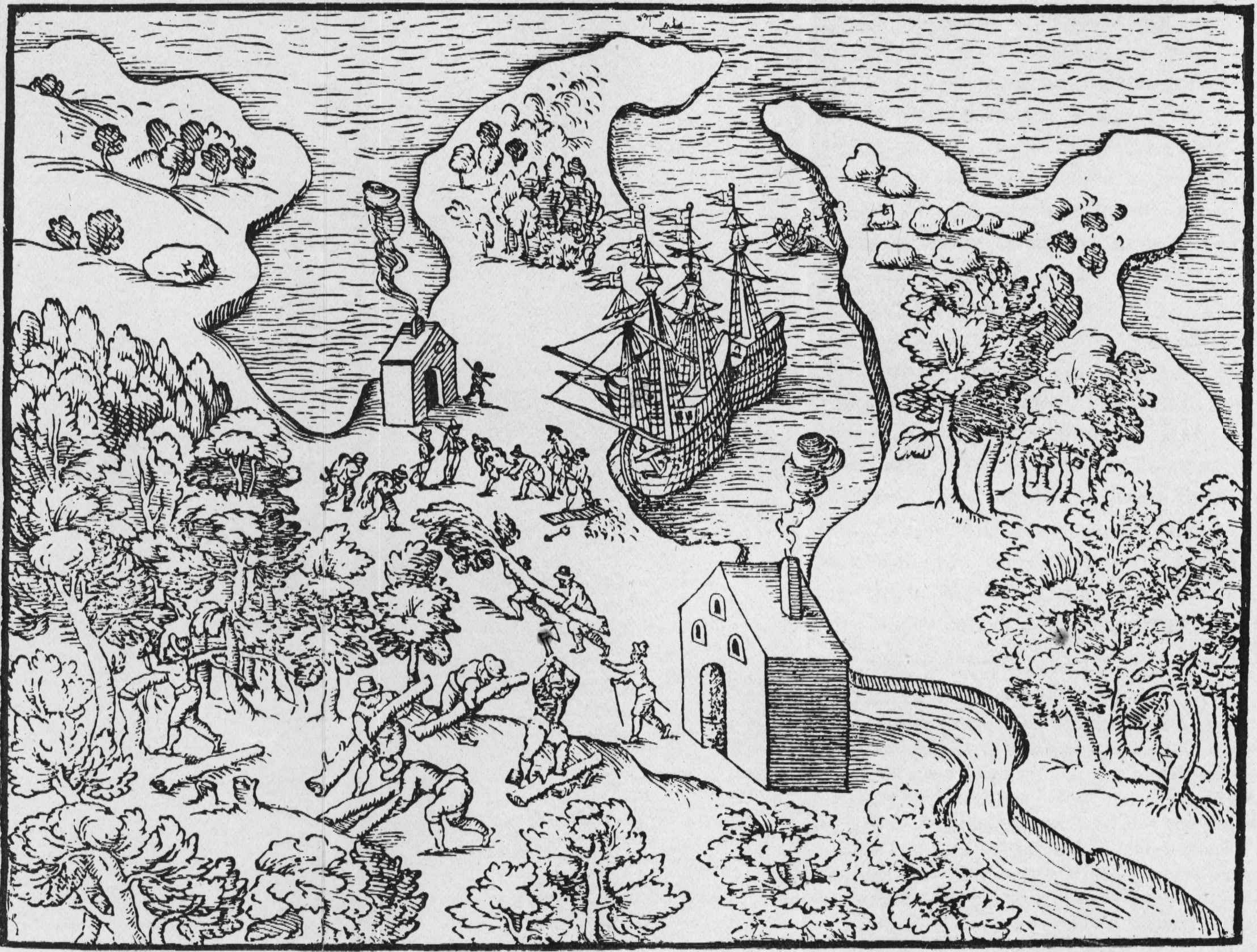
Kaart van de overwintering in de Hudsonbaai van Jens Munk (1624)

Jens Munk (Barbu, nabij Arendal (Noorwegen), 1579 - Kopenhagen, 1628) was een Noors-Deense zeevaarder, bekend vanwege zijn ontdekkingsreis naar de Straat Hudson.
Munk was een onechte zoon van Erik Munk (overleden 1594), die toen Jens nog een jongeling was zelfmoord pleegde in de gevangenis. Hijzelf was vanaf 1591 op zee, en bezocht onder meer Brazilië. In 1603 had hij hiermee voldoende geld verdiend zodat hij een eigen schip kon kopen.
In 1609 ging Munk in dienst van Christiaan IV van Denemarken op zoek naar de Noordoostelijke Doorvaart. Hij kwam echter niet verder dan Kolgoejev. Bij een tweede poging in 1610 werd hij tegengehouden door het ijs in de Karazee. In de volgende jaren vocht hij in de Kalmaroorlog, en in 1615 wist hij bij de noordkust van Rusland de beruchte piraat Jan Mendoza gevangen te nemen.
In 1619 werd Munk uitgezonden om op zoek te gaan naar de Noordwestelijke Doorvaart. Hij kreeg het bevel over twee schepen, Enhiorningen en Lamprenen, met samen 64 man. Hij rondde Kaap Vaarwel, en bezocht eerst Frobisherbaai, dat hij ten onrechte voor de Straat Hudson aanzag. Later verloor hij ook nog enige tijd in Ungavabaai, met als gevolg dat hij pas op 27 augustus Hudsonbaai bereikte. Hij stak de baai over in zuidwestelijke richting, en bereikte de westkust, die hij 'Nieuw Denemarken' noemde. In 'Munk Vinterhavn', aan de monding van de Churchill, nabij het huidige Churchill, was hij gedwongen te overwinteren. De mannen leden kou en honger, en vooral scheurbuik eiste zijn tol. In juni 1620 waren nog slechts 3 man in leven, waaronder Munk zelf (die verwacht had ook te sterven, en zijn testament al had opgemaakt). Met deze kleine bemanning wist hij toch met het kleinste schip, Lamprenen, naar Europa terug te keren, en in september kwam hij aan in Bergen, waar hij enige tijd in de gevangenis verbleef. Hij kreeg opdracht een tweede expeditie uit te rusten om de Enhiorningen terug te brengen, maar daarvan is het nooit gekomen.
Munk bleef actief in de marine in de noordelijke zeeën. Hij stierf in 1628 aan wonden opgelopen in een zeeslag.